# De Kermisklanten
De Kermisklanten was een Nederlands accordeonduo dat onder de naam Die Kirmesmusikanten ook veel succes oogstte in Duitsland.
Het duo bestond uit Hendrik Frederik Evert (Henny) van Voskuylen (Bunnik, 23 mei 1941 - Soestdijk, 12 januari 2010) en Jacoba Johanna Cornelia Maria (Coby) Mol (Amersfoort, 22 juli 1944). Zij leerden elkaar kennen tijdens een afzonderlijk optreden op de bühne en besloten als duo verder te gaan. Ook privé klikte het goed en op 15 mei 1964 traden zij met elkaar in het huwelijk.

## Geschiedenis
Op 18 juni 1962 maakten Henny en Coby van Voskuylen hun televisiedebuut in het AVRO-programma Nieuwe Oogst, toen nog als Las Estrellas. Vanaf 1969 traden ze op als De Kermisklanten. Op 16 oktober 1969 kwam hun eerste elpee Kermisklanken met de Kermisklanten uit met hierop onder andere de hit 'Zigeunertango' staat. In de periode van 1969 tot 2005 kwamen - naast de vele singles - ettelijke lp's en cd's van hen uit. Het repertoire omvat niet alleen volksmuziek, evergreens en operamelodieën, maar ook nieuwe, door Henny geschreven stukken.
In de jaren '70 en '80 trad het duo diverse malen op in de TROS-televisieprogramma's Op Losse Groeven en Op volle toeren. In Februari 1973 wordt tijdens een live TV uitzending van de Vader Abraham Show de drie gouden albums Kermisklanken van De Kermisklanten, Romantische Melodieën en Kermisklanten 3 uitgereikt door Chiel Montagne aan De Kermisklanten. Op 5 april 1975 namen ze voor het eerst deel aan een tv-show in Duitsland (ZDF) vanuit de Westfalenhallen in Dortmund. in november 1976 volgde hun eerste grote Duitse tournee met 'Maria Hellwig Kommt'.
In Augustus 1978 verscheen het album 50 Hits met een tv-special opgenomen in het pretpark Oud Valkeveen in Naarden. De plaat stond 6 weken lang in de album top 100 en wordt later Goud.
In 1979 vierden De Kermisklanten hun 10-jarig bestaan in Oud Valkeveen. Tijdens dit feest kregen Henny en Coby uit handen van André van Duin een gouden plaat voor het album 28 Hitmelodieën uitgereikt. In Duitsland kwam in hetzelfde jaar het grote platensucces, met de elpee 24 Immer Grune Akkordeon-Erfolge, hiermee werd de  tweede plaats in de Duitse album top 100 bereikt achter ABBA en dit leidde uiteindelijk tot goud.
Op 11 april 1981 waren de Kermisklanten te zien in 'De nacht van het hart', een live televisieshow van de VARA vanuit Ahoy in Rotterdam, waar het Groot TV-Orkest o.l.v. Harry van Hoof en het ballet van Penney de Jager hen begeleidden bij het nummer ‘Crazy Accordeon’; het nummer kwam op nummer 13 terecht van de Nationale Hitparade en stond 9 weken genoteerd. Op 25 juni 1983 ontvingen ze in de Olympiahallen in München uit handen van de minister-president van Beieren, Franz Josef Strauß, de Duitse Cultuurprijs, ook wel de Oscar der Volkstümliche Musik genoemd: de Hermann Löns Medaille in brons. Het was de eerste keer dat een niet-Duitstalige artiest in de prijzen viel. Op 5 april 1984 zond de TROS een 50 minuten durende tv-special over de Kermisklanten uit naar aanleiding van het uitkomen van de nieuwe elpee 50 Hits. Op 22 september 1984 ontvingen Die Kirmesmusikanten in de Sporthalle in Keulen uit handen van Einzi Stolz, de weduwe van Robert, de ‘Robert Stolz buste’. Tijdens carnaval 1986/1987 was Henny Stadsprins van Amersfoort. Naast Henny als 'Stadsprins Joris XI', is Coby 'Gemalin'. 19 september 1987 ontvingen ze in het Congrescentrum in Hamburg de Hermann Löns Medaille in goud. In het najaar van 1988 maakte producer en zanger Peter Koelewijn een album met Frank & Mirella en de Kermisklanten: 'Heimwee naar de zee'. Hiervan wordt ook een tv-special gemaakt. Op 9 november 1989 verbleef het duo voor een tv-optreden in het Friedrichstadt-Palast in Berlijn in het hotel Unter den Linden, waar ze op dat moment ooggetuigen waren van de val de muur.
In de Sporthalle in Keulen ontvingen ze op 22 september 1990 de Hermann Löns Medaille in platina, inclusief de felicitaties van de aanwezige Dr. Richard von Weizsäcker, bondspresident van Duitsland. In januari 1991 was een Duitse filmploeg een week in Nederland om een tv-special voor Sat.1 te maken over de nieuwe CD Herz zu Herz. Deze special werd vele keren in Duitsland uitgezonden. De Oost-Duitse tv-zender DFF maakte op 17 augustus 1991 in Suhl opnamen van het 'Herbert Roth Festival'. Die Kirmesmusikanten ontvingen hier de tv-prijs voor het 'Erfolgreichsten Instrumental-solisten paar 1991'. (succesvolste instrumentaal solistenpaar)
in december 1991 waren ze genomineerd voor de Bambi’s in Wiesbaden. In samenwerking met Bild am Sontag en enkele tijdschriften van Burda-Verlag werd in juli 1992 een aantal cd’s uitgebracht. Op het hoofdkantoor van Burda ontvingen Die Kirmesmusikanten een platina elpee voor de verkoop van meer dan 2,5 miljoen exemplaren. Henny van Voskuylen schreef in november 1995 het nummer 'Wij Willen Niet Naar Huis' voor de zestiende editie van Kinderen voor Kinderen. In oktober 1997 volgde een tournee door Zuid-Duitsland, waarbij een klein probleem wordt geconstateerd: bij Henny weigerde één vinger van zijn rechterhand regelmatig dienst. Pas later zal blijken dat dit het gevolg is van een neurologische ziekte. Op 10 januari 1998 vond in Chemnitz de live-uitzending plaats van het ARD-programma Die Gala der Preisträger 1997. Die Kirmesmusikanten behaalden hier een tweede plaats met het nummer 'Die Zillertaler Hochzeitsmarsch'. Het zou het laatste tv-optreden als accordeonduo zijn.
In juli van hetzelfde jaar stelde professor dr. J.H.J. Wokke van het Academisch Ziekenhuis Utrecht vast dat Henny de progressieve ziekte psma had. Een ziekte die te vergelijken is met ALS. Kort daarna worden De Kermisklanten genoodzaakt te stoppen met optredens. Op 29 april 1999 werd het duo tijdens de jaarlijkse lintjesregen op het Gemeentehuis van Soest benoemd tot Ridder in de Orde van Oranje Nassau. Naar aanleiding hiervan volgde een uitnodiging voor het VARA-programma Laat de Leeuw van Paul de Leeuw op 4 mei. Omdat Henny niet meer kon spelen, pakte Paul de accordeon en speelde 'De Zigeunertango'. Op 14 mei 2000 nodigde presentatrice Carolin Reiber Die Kirmesmusikanten uit in haar live-programma Volkstümliche Hitparade om afscheid te nemen van het Duitse publiek. Op 3 februari 2002 waren de Kermisklanten te zien in De Stoel van Rik Felderhof. Augustus 2005 verscheen het boek Maskerade van een accordeonduo, een autobiografie van Henny van Voskuylen. In 2001, drie jaar nadat bij hem de zenuwziekte werd geconstateerd, ontstond bij hem het idee om een boek te schrijven over zijn leven. Hij realiseerde dit met de enige vinger die nog functioneerde. Op 17 juli 2007 bezocht het programma Vinger aan de Pols (AVRO) de Kermisklanten thuis voor een gesprek over het leven met een slopende ziekte. In dit programma gaf Coby aan dat sinds haar man geen accordeon meer kon spelen, ook zij het instrument niet meer had aangeraakt. "We zijn een duo", zei ze, "zonder hem kan ik niet verder spelen". Op 12 januari 2010 overleed Henny thuis in Soest op 68-jarige leeftijd.
In de zomer van 2010 is ter nagedachtenis van het overlijden van Henny een 4 CD-Box en DVD uitgebracht in de Duitstalige landen door Shop24Direct met TV reclame en in 2011 hebben zij ook in de Duitstalige landen een CD uitgebracht, Kirmesmusikanten Fröhe Weihnachten. Ook verschijnt bij de firma Readers digest in 2011 in de Duitstalige landen de 3 CD-Box Die Kirmesmusikanten Tulpen aus Amsterdam.
Wegens het succes van de 4 CD-Box Kirmesmusikanten Das beste uit 2010 bied Telamo (Shop24direct) in 2017 Coby van Voskuylen-Mol de vrouwelijke helft van Die Kirmesmusikanten een contract aan voor het samenstellen van CD's in hetzelfde jaar bracht Telamo (Shop24direct) Kirmesmusikanten Das Beste 2 en een 3 CD-Box Musikanten-Fest uit. Voor de winkelketen van Mediamarkt in Duitsland verschijnt er een dubbel CD Kirmesmusikanten Das Beste.
In 2018 verschijnt bij Telamo (Shop24direct) de 5 CD-Box Kirmesmusikanten Gold, 100 Akkordeon-Hits met een biografie en foto's. Voor deze CD-Box wordt ook TV reclame gemaakt en een TV special. Voor de winkelketen van Mediamarkt in Duitsland wordt een 2 CD-Box gemaakt met de titel Kirmesmusikanten Gold 40 Akkordeon-Hits. In 2019 heeft Telamo het contract verlengt met Coby van Voskuylen-Mol de vrouwelijke helft van De Kermisklanten (Kirmesmusikanten) voor het samenstellen van CD's.
In september 2020 tekent Coby van Voskuylen-Mol een contract met CTM (CNR) om het hele repetoire van De Kermisklanten en Die Kirmesmusikanten op de digitale platforms(Spotify Itunes Deezers Youtube) te plaatsen, in dat zelfde jaar verschijnt er op deze platforms het album De Kermisklanten 50 jaar door de jaren heen en een album met kerstnummers.
In mei 2021 verschijnt in de Duitstalige landen ter nagedachtenis van de 80ste verjaardag van Henny van Voskuylen bij Telamo (Shop24direct) de 6 cd-box Kirmesmusikanten Die große Hit-Kollektion met als extra een speldje in de vorm van een accordeon.

## Discografie

### Nederland
De periode 1969 t/m 1975 waren De Kermisklanten verbonden aan Platenfirma Dureco 11 Provincieën, daar verschenen de volgende albums:
- Kermisklanken van De Kermisklanten (1969)
- Romantische melodieën (1970)
- Kermisklanten 3 (1971)
- De Kermisklanten Treden voor u op (1972)
- De Kermisklanten 5 (1972)
- Accordeonpourri (1973)
- Vlaamse Successen (1974)
- Spelen Voor U Operette En Opera Melodieën (1974)
- Tango's (1974)
- Een Weekend met de Kermisklanten (1974)
- Accordeon Feestpourri (1975)
- Super Accordeon Sound (1975)
- Schlagerfestival (1976)

Vanaf 1976 namen De Kermisklanten in eigen beheer hun albums op bij Platenfirma CNR:
- Midnight (1976)
- Aan het strand stil en verlaten (1977)
- Wereldsuccessen (1977)
- Vrolijk Kerstfeest met De Kermisklanten (1977)
- Wereldsuccessen 2 (1978)
- 50 Hits (1978)
- 10 Jaar De Kermisklanten (1979)
- 28 Hitmelodieën (1979)
- Speel mee met De Kermisklanten (1979)
- Hitparade Een potpourri van 24 hits van nu! (1980)
- Spelen Robert Stolz (1980)
- 28 Tango's (1980)
- Spelen uw lievelingsmelodieën (1981)
- 30 Hitknallers (1981)
- 50 Hits 2 (1982)
- Pinguindans (1982)
- De 40 gezelligste Kroeghits (1983)
- 14 Grote Hitmelodieën (1984)
- 28 Nederlandse Volksliedjes Non-Stop (1984)
- 20 Jaar De Kermisklanten (1989)

### Duitsland
In Duitsland waren De Kermisklanten bekend onder de naam Die Kirmesmusikanten en werden hun albums uitgebracht op de platenlabels  RCA/Sony BMG/Polymusic/Telamo:
- Eine Seefahrt die ist lustig (1976)
- Akkordeon Party Mit Den Kirmesmusikanten (1977)
- Wenn die bunten Fahnen wehen (1977)
- Die Kirmesmusikanten spielen welterfolge (1978)
- Frohes Fest mit Den Kirmesmusikanten (1978)
- 24 immer 'grüne akkordeon-erfolge (1979)
- Die Kirmesmusikanten spielen 28 bekannte Stimmungslileder (1979)
- Die großen Erfolge der Kirmesmusikanten (1980)
- Die Kirmesmusikanten spielen Robert Stolz (1980)
- Die 28 beliebtesten Tango's (1980)
- Von Herz zu Herz (1980)
- Die Kirmesmusikanten Spielen Ihre lieblingsmelodien (1980)
- Auf zur polonaise (1981)
- Mit musik um die welt (1982)
- Super Stimmung Non Stop 28 Munter-Macher am laufenden band (1983)
- Super Top-Hits 16x schlaf auf schlag im instrumental-Sound (1984)
- Super Stimmung Non Stop 28 Munter-Macher am laufenden band 2 (1984)
- 28 Super-Sommer-Sonnen-Hits (1985)
- Melodien unserer heimat Eine musikalische reise (1985)
- Memories Goldene Film Und Musical-Welterfolge (1986)
- 28 Schlager – Schlag auf Schlag Das goldene Hit-Karussell von damals (1986)
- Goldene Jubiläums-Klange 28 immergrüne Erfolgs-melodien (1987)
- 28 Party-Knüller Non Stop (1988)
- Ein Klang begeistert Millionen (1989)
- Goldene Melodien aus Russland und Deutschland (mit dem Original Ural Kosaken Chor)* (1989)
- Mit Musik durch’s Leben (1990)
- Das ist Musik für Sie (1991)
- Das Beste vom Besten (1991)
- Goldene Schlager-Jahre – Die Hits der 50er (1992)
- 20 Jahre Kirmesmusikanten (1993)
- Das Neue Album Welthits im Neuen Sound (1993)
- Die 20 besten Volkstümlichen Melodien (1994)
- Musik, die machen wir für dich (1995)
- So schön ist Volksmusik (1996)
- Weihnachten mit den Kirmesmusikanten (1996)

## Hitnoteringen
| Titel                               | Veronica Top 40 / Nederlandse Top 40 | Datum binnenkomst | Daverende 30 / Nationale Hitparade | Datum binnenkomst | Opmerking                                       |
| ----------------------------------- | ------------------------------------ | ----------------- | ---------------------------------- | ----------------- | ----------------------------------------------- |
| In gedachten zie ik het kerkje weer | # 25, 4w                             | 01-11-1969        | -                                  | -                 | als Duo X met Pierre Kartner en Annie de Reuver |
| Kleine Liefdesmelodie               | # 30, 2w                             | 24-04-1971        | -                                  | -                 | -                                               |
| Zigeunertango                       | # 25, 7w                             | 03-07-1971        | # 23, 2w                           | 10-07-1971        | -                                               |
| Ode aan Manuela                     | # 32, 2w                             | 30-10-1971        | -                                  | -                 | -                                               |
| De Liefdestango                     | tip                                  | -                 | -                                  | -                 | -                                               |
| Crazy Accordeon                     | # 21, 6w                             | 20-06-1981        | # 13, 9w                           | 13-06-1981        | -                                               |
| Als ik de torens van Cadzand zie    | -                                    | -                 | # 83, 3w                           | 21-01-1989        | met Frank & Mirella                             |

## Trivia
- Het album 28 Hitmelodieën werd vanaf 1979 gebruikt in de Eftelingattractie Het Waterorgel tot deze vanaf 2010 buiten gebruik werd gesteld.